# Camelie (plantă)

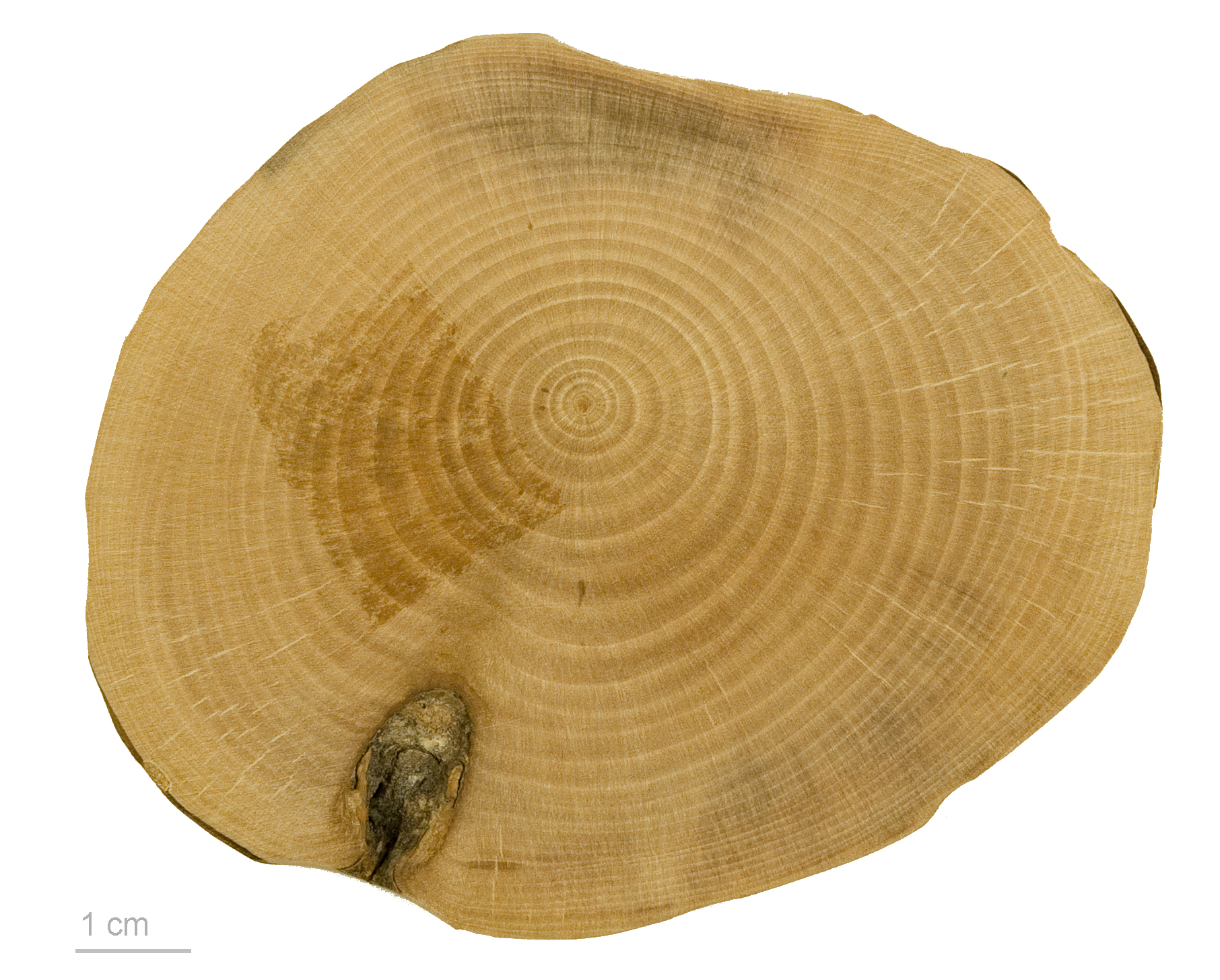
Camellia japonica

Camellia este un gen de plante care grupează aproape 120 specii originare din regiunile tropicale și subtropicale din Asia de Sud-Est, China și Japonia. Se întâlnesc în pădurile situate la o înălțime medie deasupra nivelului mării.
Botanistul iezuit din Austria Georg Joseph Kamel (cu numele latin Gregorius Josephus Camellus) a introdus această plantă din Filipine în Europa, și în onoarea sa a fost denumită „camelia”.

## Caractere morfologice
Toate speciile din acest gen sunt arbuști sempervirescenți și arbori ce ajung la o înălțime de 2–20 m.
- Frunzele sale sunt alternate, simple, groase, cerate, lucioase, cu o lungime de 3–17 cm.
- Florile sunt în general mari, având în diametru 1–12 cm, cu 5–9 petale (în mediul lor natural). S-au realizat hibrizi cu dublu sau multiple corole și un număr mare de petale. Culoarea variază de la alb la roșu și roz, puține specii fiind galbene.
- Fructul este o capsulă uscată, împărțită în 1-5 compartimente, fiecare cu 1-8 semințe.

## Înmulțire
Înmulțirea se face prin butași, altoire și prin semințe.
Cultura, în condițiile țării noastre, se face numai în seră într-un amestec de: două părți pământ de turbă, o parte pământ de frunze, o parte pământ de țelină și 1/2 nisip, în locuri luminoase, iar vara afară, la semiumbră.

## Utilizare
Camellia sinensis are o importanță comercială majoră, deoarece ceaiul se face din frunzele sale. Uleiul de ceai este un ulei dulce, pentru gătit, produs prin presarea semințelor de Camellia sinensis sau Camellia oleifera.
Multe alte specii de camelie sunt crescute ca plante ornamentale pentru florile lor; până acum, au fost selectate aproximativ 3000 de varietăți și hibrizi, multe dintre ele cu flori duble. Camellia japonica este cea mai cultivată specie, având peste 2000 de varietăți numite; după aceasta, urmează C. reticulata, cu peste 400 de varietăți numite și C. sasquana, cu peste 300 de varietăți numite. Hibrizi populari sunt C. × hiemalis (C. japonica × C. sasquana) și C. × williamsii (C. japonica × C. salouenensis). Aceștia sunt foarte prețuiți în Japonia și în alte părți datorită faptului că înfloresc foarte devreme, printre primele flori care apar iarna târziu. Înghețurile târzii pot dăuna florilor.
Camellia japonica este floarea statului Alabama și floarea municipiului chinez Chongqing.

## Galerie

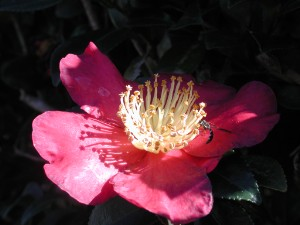
Camellia sasanqua
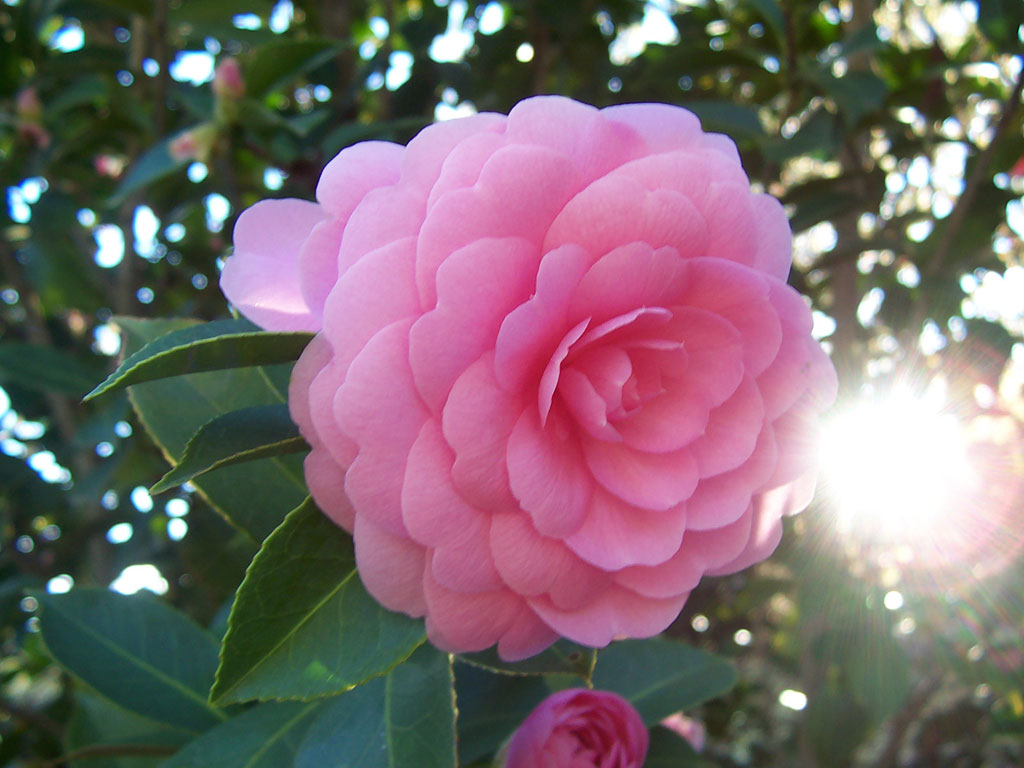
Camellia japonica 'Pink Perfection'
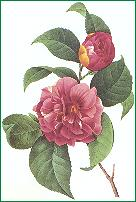
Desen reprezentând Camellia japonica

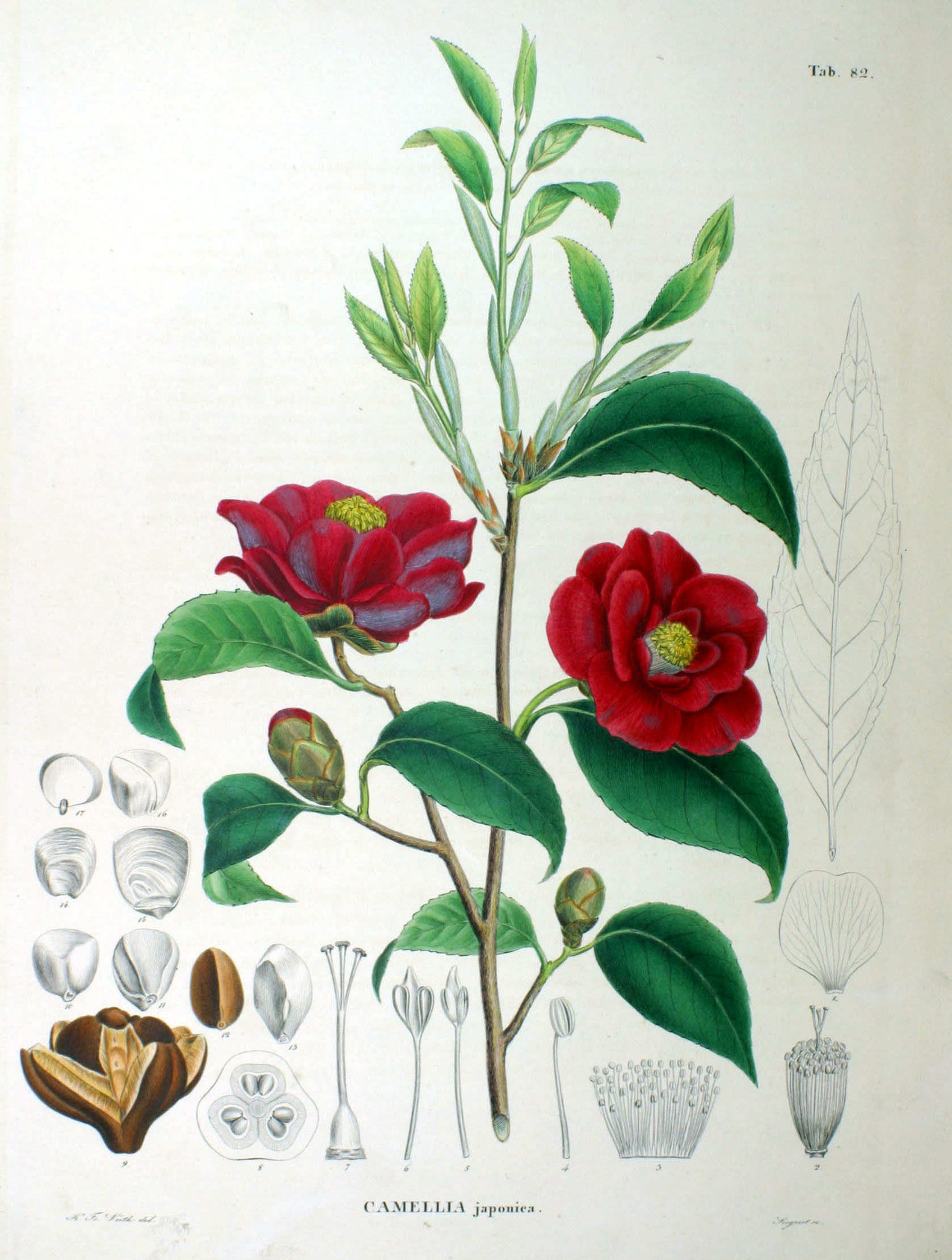
Ilustraţie din secolul XIX
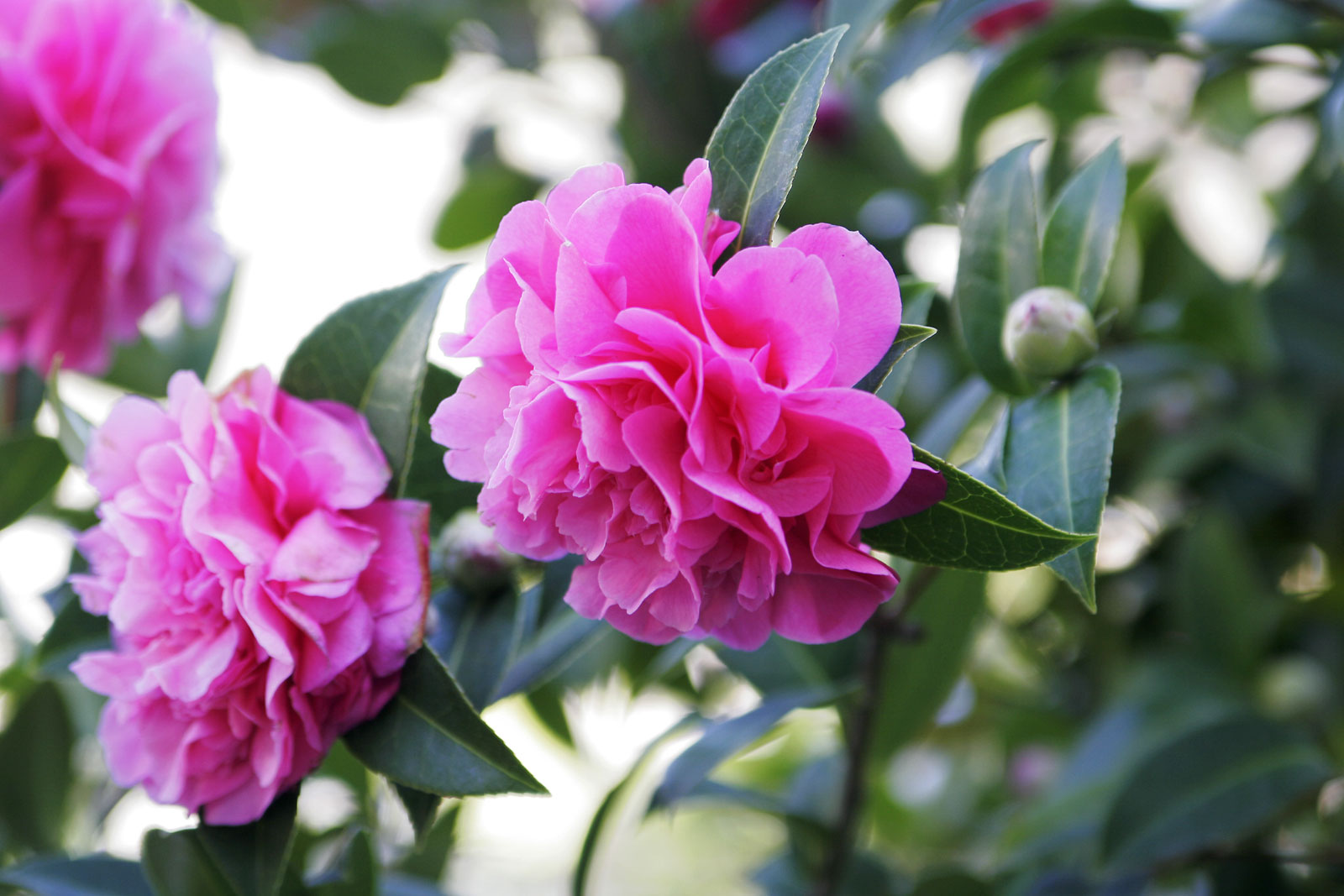
Camelie cu flori duble
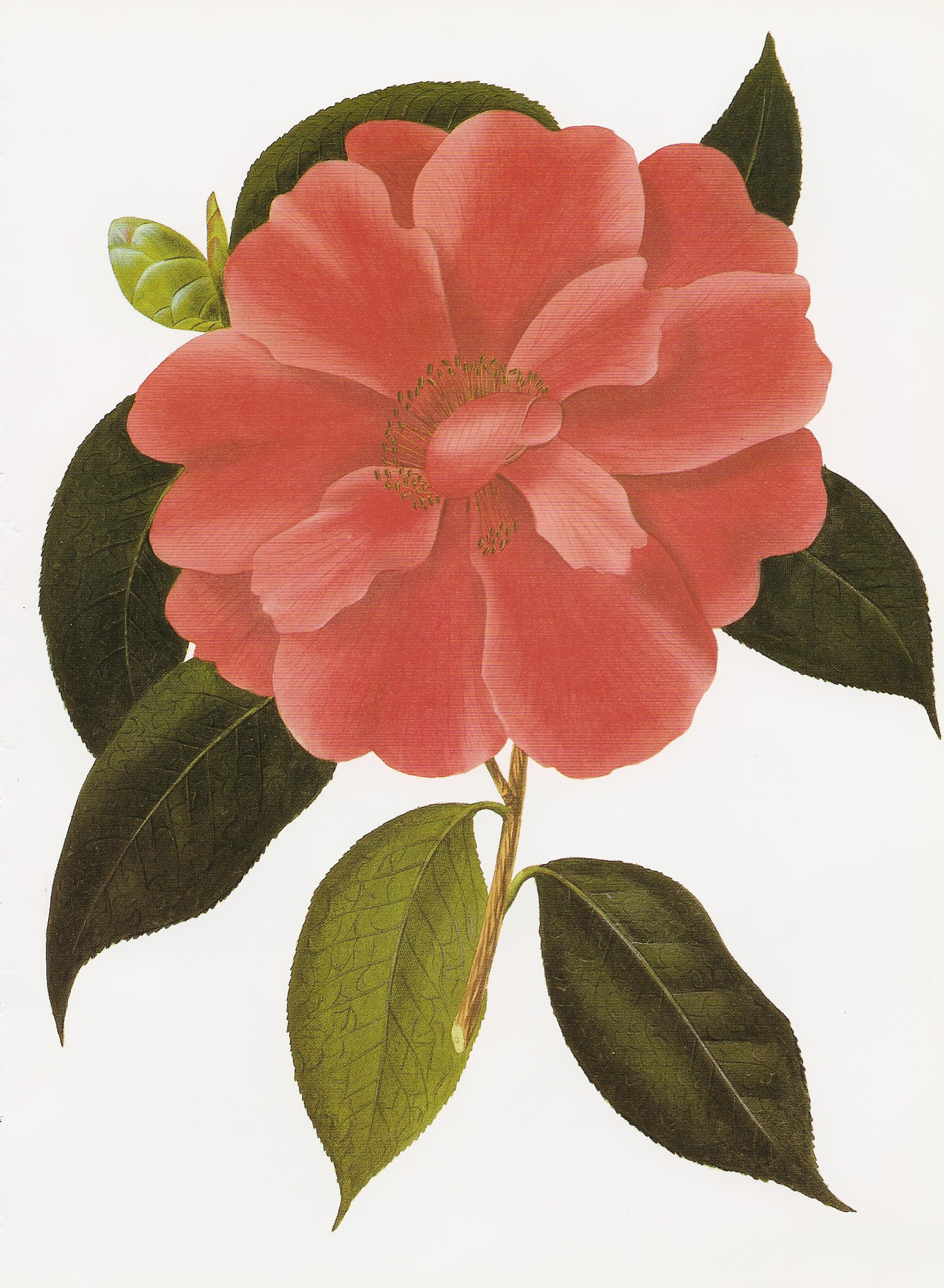
Camellia reticulata